# Cristian Tula
Cristian Alberto Tula (Rawson, Chubut, Argentina; 28 de enero de 1978) es un exfutbolista  y actual entrenador argentino. Jugaba de defensor. Actualmente se desempeña como entrenador de Talleres (RdE) de la Primera Nacional de Argentina.

## Trayectoria
A los 10 años vino a probar suerte a Buenos Aires. Debutó futbolísticamente en el año 1998 en el club Ferro Carril Oeste donde fue campeón en la 3ª categoría del fútbol argentino.
Años más tarde fue transferido al Club River Plate. Su paso por River fue corto pero llegó a marcar el gol más importante frente al Santos Laguna permitiéndole a River Plate su paso de ronda de la competición en la Copa Libertadores de América. 
Luego el defensor fue cedido a préstamo al Arsenal Fútbol Club, donde supo ganarse su lugar de titular. En Arsenal recuperó el nivel que había perdido.
En el año 2005 volvió a River Plate, donde nuevamente no pudo ganarse un lugar, y en 2006 pasó a San Lorenzo de Almagro, donde en el Torneo Clausura del año 2007 logró el campeonato. 
Al finalizar el campeonato el jugador debía regresar a River Plate, que era el dueño de su pase, pero terminó llegando al club San Lorenzo de Almagro, donde permaneció hasta junio del 2009, cuando fue cedido a préstamo por un año a Arsenal de Sarandí.
A mediados del 2009 volvió a Arsenal Fútbol Club donde volvió a demostrar un gran nivel y se consagró nuevamente como titular. Una vez finalizado el préstamo, en junio del 2010, el jugador regresó a San Lorenzo, club dueño de su pase, y al ser de la consideración de Ramón Díaz, el jugador permaneció en el club. 
Por falta de garantías financieras el jugador decide rescindir su contrato con San Lorenzo y en enero de 2012 firmó con el Atlético Nacional de Colombia.
En julio del 2012 llega en condición de libre al Club Atlético Independiente, teniendo que pagar un resarcimiento económico a su anterior Atlético Nacional.
En sus primeros partidos en Independiente Tula tuvo grandes actuaciones ya sea en el partido con Vélez, como en el 0-0 por el partido de vuelta de la Sudamericana contra Boca, siendo la figura en ambos partidos.
Por la fecha 5 del Campeonato de Primera División anotó el primer gol de Independiente  en el campeonato, Cristian cabeceó de pique al suelo un tiro de esquina ejecutado por Paulito y puso el 1-0 transitorio para Independiente, aunque el partido términaria 2-1 favorable a Godoy Cruz con un polémico penal en el último minuto del partido, Cristian se retiraría con una distensión en los ligamentos de la rodilla antes del final del primer tiempo y en su lugar ingresaría el juvenil Lucas Villalba haciendo su debut en primera.
El 30 de junio de 2015 finaliza su contrato con Independiente, quedando como jugador libre.
En febrero de 2017, llega como jugador libre a disputar la Fase Regional de la Copa Argentina 2016-17 a Independiente de Chivilcoy, aunque quedó eliminado en primera fase ante Camioneros. En ese mismo mes y luego de dejar Independiente es contratado por el Club Sportivo Italiano de la Primera C para intentar lograr el ascenso del "Tano".
Tras jugar dos temporadas con la camiseta "azzurra" a los 41 años firmó contrato para jugar en Sportivo Dock Sud también en la Primera C, club donde se retiró en 2022 para comenzar su carrera de entrenador en la misma institución.

## Clubes

### Como jugador
| Club                | País      | Año       |
| ------------------- | --------- | --------- |
| Ferro Carril Oeste  | Argentina | 1998-2003 |
| River Plate         | Argentina | 2003-2004 |
| Arsenal             | Argentina | 2004-2005 |
| River Plate         | Argentina | 2005-2006 |
| San Lorenzo         | Argentina | 2006-2009 |
| Arsenal             | Argentina | 2009-2010 |
| San Lorenzo         | Argentina | 2010-2011 |
| Atlético Nacional   | Colombia  | 2012      |
| Independiente       | Argentina | 2012-2015 |
| Juventud Unida (SL) | Argentina | 2015-2016 |
| Fénix               | Argentina | 2016      |
| Sportivo Italiano   | Argentina | 2017-2019 |
| Dock Sud            | Argentina | 2019-2022 |

### Como entrenador
Actualizado el 15 de marzo 2025.
| Equipo                      | Div.                 | Torneo               | Estadísticas | Estadísticas | Estadísticas | Estadísticas | Estadísticas | Estadísticas | Estadísticas | Estadísticas | Estadísticas |
| Equipo                      | Div.                 | Torneo               | PJ           | G            | E            | P            | GF           | GC           | DG           | Efectividad  | Puntos       |
| --------------------------- | -------------------- | -------------------- | ------------ | ------------ | ------------ | ------------ | ------------ | ------------ | ------------ | ------------ | ------------ |
| Dock Sud Argentina          | 3.ª                  |                      |              |              |              |              |              |              |              |              |              |
| Dock Sud Argentina          | 3.ª                  | 2022                 | 9            | 3            | 2            | 4            | 8            | 8            | +0           | 40.74%       | 11           |
| Dock Sud Argentina          | 3.ª                  | Apertura 2023        | 16           | 8            | 4            | 4            | 25           | 19           | +6           | 58.33%       | 28           |
| Dock Sud Argentina          | Total                | Total                | 25           | 11           | 6            | 8            | 33           | 27           | +6           | 52%          | 39           |
| Deportivo Armenio Argentina | 3.ª                  |                      |              |              |              |              |              |              |              |              |              |
| Deportivo Armenio Argentina | 3.ª                  | Apertura 2024        | 21           | 11           | 6            | 4            | 31           | 17           | +14          | 61.9%        | 39           |
| Deportivo Armenio Argentina | 3.ª                  | Clausura 2024        | 25           | 14           | 6            | 5            | 37           | 20           | +17          | 64%          | 48           |
| Deportivo Armenio Argentina | Total                | Total                | 46           | 25           | 12           | 9            | 68           | 37           | +31          | 63.04%       | 87           |
| Talleres (RdE) Argentina    | 2.ª                  |                      |              |              |              |              |              |              |              |              |              |
| Talleres (RdE) Argentina    | 2.ª                  | 2025                 | 6            | 1            | 0            | 5            | 2            | 6            | -4           | 16.67%       | 3            |
| Talleres (RdE) Argentina    | Total                | Total                | 6            | 1            | 0            | 5            | 2            | 6            | -4           | 16.67%       | 3            |
| Total en sus equipos        | Total en sus equipos | Total en sus equipos | 77           | 37           | 18           | 22           | 103          | 70           | +33          | 55.84%       | 129          |

## Palmarés

### Campeonatos nacionales
| Título           | Club        | País      | Año    |
| ---------------- | ----------- | --------- | ------ |
| Primera División | River Plate | Argentina | C-2004 |
| Primera División | San Lorenzo | Argentina | C-2007 |
| Primera C        | Dock Sud    | Argentina | 2021   |